# VOEZ
《VOEZ》是由台湾雷亞遊戲（Rayark）开发的一款音乐游戏。為一款落下式音樂遊戲，遊玩過程中須全程連網（除了Switch版）。
以炫麗的軌道變換為主打，相較於Deemo中無軌道的表現形式，《VOEZ》將軌道的存在發揮至極限，隨著音樂進行，軌道會產生「出現、消失、移動、閃動、擴大、縮小」等變化。

## 遊戲系統

### 故事場景
《VOEZ》敘述六名高中生在以宜蘭為背景的虛構城鎮「蘭空鎮」共同組織樂團，追逐夢想時發生的點點滴滴。

### 日記
為遊戲中闡述劇情的方式，以簡短的文字敘述主角們之間的日常生活與互動。日記會以多種型式表示，例如便條、簡訊、推特等。
當玩家完成特定條件後即可解鎖日記篇章，完成某些篇章後玩家可獲得鑰匙「啾啾」，可用來解鎖歌曲或獲得頭像。

### 歌曲解鎖系統
在每首樂曲的左方，會有兩種鎖頭圖示，代表玩家是否能夠進行遊玩。
- 開啟的鎖頭：為期限內開放可免費遊玩的樂曲，遊玩次數將不受任何限制，玩家可無限次遊玩。
- 關閉的鎖頭：為遊戲內尚未開放的樂曲，玩家無法遊玩，需等待官方不定期解鎖後方可遊玩。

若玩家想在任何時間遊玩特定樂曲，則可使用在商店購買或完成日記獲得的鑰匙「小南」解鎖樂曲，使用鑰匙後鎖頭圖示將完全消失且可無限制遊玩該樂曲。

### 音符
- Tap音符：為一紅色菱形帶有黑邊的音符，當音符到達判定線時須點擊螢幕。
- Hold音符：為一黑色長條，頭尾帶有紅色菱形的音符，當音符到達判定線時須長按螢幕。若當Hold音符落下時軌道同時移動，則會出現白色虛線以提示玩家。
- Slide音符：為一白色菱形音符，當音符到達判定線時須在螢幕上滑動。
- Swipe音符：為一黑色菱形，左邊或右邊帶有藍邊的音符，當音符到達判定線時須朝箭頭指示方向在螢幕上滑動。

### 判定
由於VOEZ是注重玩家間互動，擁有排行榜制度的音樂遊戲，因此在判定上較Cytus及Deemo嚴格。
在擊中音符的評比中，有「Max Perfect」、「Perfect」、「OK」及「Miss」四種級別。
當擊出「Max Perfect」，則在判定線上會出現彩色菱形光芒；「Perfect」則是橘色；「OK」則是藍色。
另外，畫面上方Combo數旁的菱形小方塊也可顯示玩家的打擊狀況。若整首樂曲中皆擊出「Max Perfect」或「Perfect」，
則菱形小方塊為實心黃色，並在成績結算時顯示「All Perfect」，但只有全部擊出「Max Perfect」才可獲得滿分。
若整首樂曲中曾擊出「OK」，則菱形小方塊會變為實心藍色，並在成績結算時顯示「Full Combo」。
若整首樂曲中曾擊出「Miss」，則菱形小方塊會變為空心白色。
與其他音樂遊戲不同的是，同一條軌道內皆為判定區，因此玩家不必刻意點擊音符落下之處，於軌道內點擊皆可視為成功點擊音符。

## 特殊紀錄

### 下載紀錄
1. 《VOEZ》上線後，於 72 小時內即便突破 100 萬次下載，並在一週內突破 200 萬次下載。[2]
2. 《VOEZ》在 APP Store 上架後，第一天便登上日本 App Store 遊戲總榜第一名。[2]

### 得獎紀錄
1. 獲得2016 App Store年度十大最佳遊戲獎。[3]
2. 獲得2016 Google Play 年度最佳美術設計遊戲。[4]

## 發展

### 任天堂Switch
雷亚游戏宣布《VOEZ》即将于3月3日随任天堂Switch同步推出下载版。将采用数位下载买断模式销售，以低于行动装置版歌曲DLC总价一半的价格提供所有乐曲，无须连线 即可游玩。内建繁体中文，英文，日文与韩文4种语言。日本地区价格2500日圆（含税），欧洲地区价格21欧元，美国预定于3月9日推出，价格25美元。Switch版还会收录专属独占歌曲，3月3日首版版本将率先推出由知名作曲家Xi所创作的“Ascension to Heaven”。日后的更新还会陆续追加不同作曲家的独占歌曲。《VOEZ》Switch版既支援觸碰操作也支援 TV 模式。

### 發行
《VOEZ》於2016年2月25日在iOS及Android平台上分別展開為期30天的封測。
iOS版本於2016年5月26日在App Store上架，
Android版本於2016年6月2日在Google Play商店上架。大陆的龙渊版（成都龙渊网络有限公司名义发行），在2016年5月26日於iOS和Andorid版本和国际版同步在大陆区App Store和中国各大Android应用商店上架。而任天堂Switch版本于2017年3月3日隨主機同步在日本和欧洲上架下載版，北美则預定在3月9日上架。

### 實體咖啡廳
《VOEZ》發行後，官方也在同年依遊戲場景打造實體咖啡店 - VOEZ Cafe（蘭空咖啡），成為全台灣第一間由遊戲商出資開設、結合遊戲的實體咖啡店。